# Fed Cup 2005
Navigation
Édition précédente Édition suivante
La Fed Cup 2005 est la 43e édition du plus important tournoi de tennis opposant des équipes nationales féminines.
La finale, qui s'est tenue au stade Roland-Garros les 17 et 18 septembre, voit la Russie s'imposer face à la France (trois points à deux).

## Organisation
Retour à l'organisation en vigueur de 1995 à 1999 pour cette 43e édition de la Fed Cup avec les groupes mondiaux I et II et les play-offs I et II.
Le groupe mondial I compte huit équipes, les quarts de finaliste 2004, qui s'affrontent par élimination directe dans un tableau à trois tours organisés successivement en avril, juillet et septembre. Les équipes vaincues au premier tour disputent les play-offs I. 
Le groupe mondial II compte également huit équipes, les vainqueurs des play-offs 2004, qui s'affrontent en face à face en un seul tour organisé en avril. Les vainqueurs participent aux play-offs I et les vaincus participent aux play-offs II.
Les play-offs I sont organisés en juillet entre les éliminés du premier tour du groupe mondial I et les vainqueurs du groupe mondial II. Les vainqueurs participeront aux rencontres du groupe mondial I de l'édition suivante et les vaincus aux rencontres du groupe mondial II de l'édition suivante.
Les play-offs II opposent quatre équipes issues des compétitions par zone géographiques aux quatre perdants des rencontres du groupe mondial II. Les vainqueurs participent au groupe mondial II de l'édition suivante et les vaincus sont relégués dans les compétitions par zones géographiques.
Toutes les rencontres se déroulent au domicile de l'une ou l'autre des équipes qui, sur un week-end, se rencontrent en face à face au meilleur de cinq matchs (quatre simple et un double).

## Résultats

### Groupe mondial I

#### Tableau
|  | 1/4 de finale 23 - 24 avril | 1/4 de finale 23 - 24 avril |            |         | 1/2 finale 09 - 10 juillet | 1/2 finale 09 - 10 juillet |        |   | Finale 17 - 18 septembre | Finale 17 - 18 septembre |
|  |                             |                             |            |         |                            |                            |        |   |                          |                          |
|  | Italie                      | 1                           |            |         |                            |                            |        |   |                          |                          |
|  | Russie                      | 4                           |            |         |                            |                            |        |   |                          |                          |
|  | Russie                      | 4                           |            | Russie  | 4                          |                            |        |   |                          |                          |
|  |                             |                             |            | Russie  | 4                          |                            |        |   |                          |                          |
|  |                             |                             | États-Unis | 1       |                            |                            |        |   |                          |                          |
|  | États-Unis                  | 5                           | États-Unis | 1       |                            |                            |        |   |                          |                          |
|  | États-Unis                  | 5                           |            |         |                            |                            |        |   |                          |                          |
|  | Belgique                    | 0                           |            |         |                            |                            |        |   |                          |                          |
|  | Belgique                    | 0                           |            |         |                            |                            | Russie | 3 |                          |                          |
|  |                             |                             |            |         |                            |                            | Russie | 3 |                          |                          |
|  |                             | France                      | 2          |         |                            |                            |        |   |                          |                          |
|  | Espagne                     | France                      | 2          | 3       |                            |                            |        |   |                          |                          |
|  | Espagne                     |                             |            | 3       |                            |                            |        |   |                          |                          |
|  | Argentine                   | 2                           |            |         |                            |                            |        |   |                          |                          |
|  | Argentine                   | 2                           |            | Espagne | 1                          |                            |        |   |                          |                          |
|  |                             |                             |            | Espagne | 1                          |                            |        |   |                          |                          |
|  |                             |                             | France     | 3       |                            |                            |        |   |                          |                          |
|  | Autriche                    | 1                           | France     | 3       |                            |                            |        |   |                          |                          |
|  | Autriche                    | 1                           |            |         |                            |                            |        |   |                          |                          |
|  | France                      | 4                           |            |         |                            |                            |        |   |                          |                          |

#### Quarts de finale
| Italie - Russie - 1 : 4 Circolo Tennis Brindisi, Brindisi, Italie 23 - 24 avril, Terre (ext.) |                                 |                              |               |
| 1                                                                                             | Francesca Schiavone             | Dinara Safina                | 7-5, 6-3      |
| 1                                                                                             | Tathiana Garbin                 | Elena Dementieva             | 4-6, 3-6      |
| 1                                                                                             | Francesca Schiavone             | Elena Dementieva             | 6-4, 6-7, 0-6 |
| 1                                                                                             | Maria Elena Camerin             | Elena Bovina                 | 3-6, 6-3, 2-6 |
| 1                                                                                             | Tathiana Garbin Mara Santangelo | Vera Dushevina Dinara Safina | 3-6, 5-7      |

| États-Unis - Belgique - 5 : 0 Delray Beach Tennis Center, Delray Beach, États-Unis 23 - 24 avril, Dur (ext.) |                                  |                                   |          |
| 2 | Lindsay Davenport                | Eveline Vanhyfte                  | 6-0, 6-2 |
| 2 | Venus Williams                   | Els Callens                       | 6-2, 6-2 |
| 2 | Lindsay Davenport                | Els Callens                       | 6-4, 6-0 |
| 2 | Venus Williams                   | Leslie Butkiewicz                 | 6-1, 6-4 |
| 2 | Lindsay Davenport Corina Morariu | Kirsten Flipkens Eveline Vanhyfte | 6-1, 6-2 |

| Espagne - Argentine - 3 : 2 Club Nazaret, Jerez de la Frontera, Espagne 23 - 24 avril, Terre (ext.) |                                |                                   |               |
| 3                                                                                                   | Nuria Llagostera               | Gisela Dulko                      | 6-4, 4-6, 6-3 |
| 3                                                                                                   | Anabel Medina                  | María Emilia Salerni              | 6-4, 4-6, 6-3 |
| 3                                                                                                   | Marta Marrero                  | Gisela Dulko                      | 0-6, 3-6      |
| 3                                                                                                   | Nuria Llagostera               | Mariana Díaz-Oliva                | 6-7, 4-6      |
| 3                                                                                                   | Nuria Llagostera Anabel Medina | Gisela Dulko María Emilia Salerni | 6-4, 6-4      |

| Autriche - France - 1 : 4 Werzer Arena, Pörtschach, Autriche 23 - 24 avril, Terre (ext.) |                                          |                                 |          |
| 4                                                                                        | Yvonne Meusburger                        | Nathalie Dechy                  | 7-6, 6-2 |
| 4                                                                                        | Tamira Paszek                            | Virginie Razzano                | 3-6, 3-6 |
| 4                                                                                        | Yvonne Meusburger                        | Virginie Razzano                | 3-6, 6-7 |
| 4                                                                                        | Tamira Paszek                            | Nathalie Dechy                  | 6-7, 2-6 |
| 4                                                                                        | Daniela Klemenschits Sandra Klemenschits | Nathalie Dechy Virginie Razzano | 4-6, 5-7 |

#### Demi-finales
| Russie - États-Unis - 4 : 1 Olympic Stadium, Moscou, Russie 09 - 10 juillet, Terre (int.) |                              |                               |               |
| 5                                                                                         | Anastasia Myskina            | Venus Williams                | 5-7, 6-4, 6-2 |
| 5                                                                                         | Elena Dementieva             | Mashona Washington            | 7-5, 6-4      |
| 5                                                                                         | Elena Dementieva             | Venus Williams                | 1-6, 2-6      |
| 5                                                                                         | Anastasia Myskina            | Jill Craybas                  | 6-2, 6-4      |
| 5                                                                                         | Vera Dushevina Dinara Safina | Corina Morariu Venus Williams | 6-1, 7-5      |

| France - Espagne - 3 : 1 Ligue de Provence de Tennis, Aix-en-Provence, France 09 - 10 juillet, Dur (ext.) |                             |                             |          |
| 6 | Amélie Mauresmo             | Anabel Medina               | 6-4, 6-3 |
| 6 | Mary Pierce                 | Nuria Llagostera            | 6-4, 6-4 |
| 6 | Amélie Mauresmo             | Nuria Llagostera            | 6-3, 6-1 |
| 6 | Séverine Beltrame           | Arantxa Parra               | 4-6, 4-6 |
| 6 | Amélie Mauresmo Mary Pierce | Anabel Medina M. A. Sánchez | 1-2, ab. |

#### Finale
| France - Russie - 2 : 3 Roland- Garros, Paris, France 17 - 18 septembre, Terre (ext.) |                             |                                |               |
| 7                                                                                     | Mary Pierce                 | Elena Dementieva               | 6-7, 6-2, 1-6 |
| 7                                                                                     | Amélie Mauresmo             | Anastasia Myskina              | 6-4, 6-2      |
| 7                                                                                     | Amélie Mauresmo             | Elena Dementieva               | 4-6, 6-4, 2-6 |
| 7                                                                                     | Mary Pierce                 | Anastasia Myskina              | 4-6, 6-4, 6-2 |
| 7                                                                                     | Amélie Mauresmo Mary Pierce | Elena Dementieva Dinara Safina | 4-6, 6-1, 3-6 |

### Groupe mondial II
| Suisse - Slovaquie - 3 : 2 Patinoires du Littoral, Neuchâtel, Suisse 23 - 24 avril, Dur (int.) |                                  |                                  |               |
| 1                                                                                              | Timea Bacsinszky                 | Martina Suchá                    | 6-4, 6-3      |
| 1                                                                                              | Myriam Casanova                  | Ľubomíra Kurhajcová              | 0-6, 0-6      |
| 1                                                                                              | Myriam Casanova                  | Martina Suchá                    | 0-6, 6-7      |
| 1                                                                                              | Timea Bacsinszky                 | Ľubomíra Kurhajcová              | 3-6, 6-4, 6-3 |
| 1                                                                                              | Timea Bacsinszky Myriam Casanova | Eva Fislová Stanislava Hrozenská | 6-3, 6-2      |

| Allemagne - Indonésie - 4 : 1 Etuf Essen, Essen, Allemagne 23 - 24 avril, Terre (ext.) |                             |                                   |          |
| 2                                                                                      | Anna-Lena Grönefeld         | Ayu-Fani Damayanti                | 6-3, 6-1 |
| 2                                                                                      | Julia Schruff               | Wynne Prakusya                    | 6-1, 6-0 |
| 2                                                                                      | Anna-Lena Grönefeld         | Wynne Prakusya                    | 6-0, 6-2 |
| 2                                                                                      | Anca Barna                  | Romana Tedjakusuma                | 6-4, 6-3 |
| 2                                                                                      | Sandra Klösel Julia Schruff | Wynne Prakusya Romana Tedjakusuma | 6-7, 4-6 |

| Thaïlande - Croatie - 2 : 3 Patong Beach, Phuket, Thaïlande 23 - 24 avril, Dur (ext.) |                                        |                             |               |
| 3                                                                                     | Tamarine Tanasugarn                    | Sanda Mamic                 | 7-5, 6-1      |
| 3                                                                                     | S. Viratprasert                        | Jelena Kostanić             | 5-7, 6-4, 3-6 |
| 3                                                                                     | Tamarine Tanasugarn                    | Jelena Kostanić             | 3-6, 2-6      |
| 3                                                                                     | S. Viratprasert                        | Sanda Mamic                 | 6-3, 7-6      |
| 3                                                                                     | Tamarine Tanasugarn Napaporn Tongsalee | Jelena Kostanić Matea Mezak | 4-6, 2-6      |

| République tchèque - Japon - 3 : 2 Cez Coloseum, Prague, République tchèque 23 - 24 avril, Terre (ext.) |                              |                            |               |
| 4 | Iveta Benešová               | Akiko Morigami             | 3-6, 6-7      |
| 4 | Nicole Vaidišová             | Aiko Nakamura              | 6-3, 6-1      |
| 4 | Nicole Vaidišová             | Akiko Morigami             | 3-6, 2-6      |
| 4 | Květa Peschke                | Rika Fujiwara              | 6-0, 6-3      |
| 4 | Iveta Benešová Květa Peschke | Akiko Morigami Saori Obata | 4-6, 6-3, 6-0 |

### Play-offs I
| Suisse - Autriche - 1 : 4 Tennis-Club Stade Lausanne, Lausanne, Suisse 09 - 10 juillet, Terre (ext.) |                               |                                          |          |
| 1 | Stefanie Vögele               | Yvonne Meusburger                        | 6-7, 1-6 |
| 1 | Timea Bacsinszky              | Tamira Paszek                            | 3-6, 3-6 |
| 1 | Timea Bacsinszky              | Yvonne Meusburger                        | 6-3, 6-4 |
| 1 | Myriam Casanova               | Tamira Paszek                            | 1-6, 3-6 |
| 1 | Stefanie Vögele Gaelle Widmer | Daniela Klemenschits Sandra Klemenschits | 0-6, 2-6 |

| Belgique - Argentine - 3 : 2 Bree, Belgique 09 - 10 juillet, Dur (ext.) |                           |                                 |               |
| 2                                                                       | Kim Clijsters             | Mariana Díaz-Oliva              | 6-1, 6-2      |
| 2                                                                       | Els Callens               | Gisela Dulko                    | 1-6, 3-6      |
| 2                                                                       | Kim Clijsters             | Gisela Dulko                    | 6-4, 6-1      |
| 2                                                                       | Kirsten Flipkens          | Mariana Díaz-Oliva              | 2-6, 2-6      |
| 2                                                                       | Els Callens Kim Clijsters | Mariana Díaz-Oliva Gisela Dulko | 6-4, 3-6, 7-5 |

| Croatie - Allemagne - 1 : 4 Bol, Croatie 09 - 10 juillet, Terre (ext.) |                           |                                   |               |
| 3                                                                      | Karolina Šprem            | Julia Schruff                     | 6-3, 6-4      |
| 3                                                                      | Jelena Kostanić           | Anna-Lena Grönefeld               | 1-6, 6-7      |
| 3                                                                      | Karolina Šprem            | Anna-Lena Grönefeld               | 3-6, 7-6, 2-6 |
| 3                                                                      | Jelena Kostanić           | Sandra Klösel                     | 2-6, 4-6      |
| 3                                                                      | Sanda Mamic Nika Ožegovic | Anna-Lena Grönefeld Julia Schruff | 6-4, 3-6, 3-6 |

| République tchèque - Italie - 2 : 3 République tchèque 09 - 10 juillet, Moquette (int.) |                                |                                   |               |
| 4                                                                                       | Květa Peschke                  | Francesca Schiavone               | 4-6, 5-7      |
| 4                                                                                       | Nicole Vaidišová               | Roberta Vinci                     | 6-3, 6-4      |
| 4                                                                                       | Nicole Vaidišová               | Francesca Schiavone               | 6-2, 7-5      |
| 4                                                                                       | Květa Peschke                  | Flavia Pennetta                   | 4-6, 6-4, 2-6 |
| 4                                                                                       | Květa Peschke Nicole Vaidišová | Francesca Schiavone Roberta Vinci | 4-6, 4-6      |

### Play-offs II
| Porto Rico - Indonésie - 1 : 4 Albergue Olimpico, Salinas, Porto Rico 09 - 10 juillet, Dur (ext.) |                                   |                                   |          |
| 1                                                                                                 | Kristina Brandi                   | Romana Tedjakusuma                | 6-4, 6-3 |
| 1                                                                                                 | Vilmarie Castellvi                | Wynne Prakusya                    | 3-6, 4-6 |
| 1                                                                                                 | Kristina Brandi                   | Wynne Prakusya                    | 4-6, 2-6 |
| 1                                                                                                 | Vilmarie Castellvi                | Romana Tedjakusuma                | 2-6, 2-6 |
| 1                                                                                                 | Vilmarie Castellvi Jessica Roland | Ayu-Fani Damayanti Wynne Prakusya | 2-6, 0-6 |

| Japon - Bulgarie - 4 : 1 Ariake Colosseum, Tokyo, Japon 09 - 10 juillet, Dur (int.) |                              |                                  |               |
| 2                                                                                   | Akiko Morigami               | Sesil Karatantcheva              | 2-6, 7-6, 6-0 |
| 2                                                                                   | Aiko Nakamura                | Magdalena Maleeva                | 6-3, 4-6, 3-6 |
| 2                                                                                   | Akiko Morigami               | Magdalena Maleeva                | 7-6, 6-3      |
| 2                                                                                   | Aiko Nakamura                | Sesil Karatantcheva              | 6-4, 7-6      |
| 2                                                                                   | Rika Fujiwara Akiko Morigami | Tsvetana Pironkova Maria Penkova | 6-1, 6-2      |

| Thaïlande - Slovaquie - 4 : 1 Bangkok University (Rungsit Campus), Pathum Thani, Thaïlande 09 - 10 juillet, Dur (ext.) |                                       |                                         |               |
| 3 | S. Viratprasert                       | Dominika Cibulková                      | 6-4, 6-4      |
| 3 | Tamarine Tanasugarn                   | Ľubomíra Kurhajcová                     | 6-2, 4-6, 0-6 |
| 3 | Tamarine Tanasugarn                   | Magdaléna Rybáriková                    | 6-1, 6-2      |
| 3 | S. Viratprasert                       | Ľubomíra Kurhajcová                     | 6-4, 6-2      |
| 3 | Montinee Tangphong Napaporn Tongsalee | Dominika Cibulková Magdaléna Rybáriková | 3-6, 6-1, 7-5 |

| Chine - Slovénie - 4 : 1 Beijing International Tennis Centre, Pékin, Chine 09 - 10 juillet, Dur (int.) |                      |                         |               |
| 4 | Zheng Jie            | Katarina Srebotnik      | 6-7, 6-3, 3-6 |
| 4 | Li Na                | Andreja Klepač          | 6-1, 6-3      |
| 4 | Li Na                | Katarina Srebotnik      | 6-1, 6-2      |
| 4 | Zheng Jie            | Andreja Klepač          | 6-3, 6-1      |
| 4 | Li Ting Sun Tiantian | Tina Križan Sandra Volk | 6-2, 6-0      |